# Kachowska Elektrownia Wodna
Kachowska Elektrownia Wodna (ukr. Каховська ГЕС імені П. С. Непорожнього, trb. Kachowśka HES imeni P. C. Neporożnioho) – przepływowa elektrownia wodna na rzece Dniepr w Ukrainie, której położona w mieście Nowa Kachowka zapora tworzy Zbiornik Kachowski.
Zapora elektrowni została przerwana 6 czerwca 2023 roku w czasie inwazji Rosji na Ukrainę.

## Historia
Tama i elektrownia powstały w latach 1950–1956. Między 1951–1952 powstała linia energetyczna 154 kV łącząca przyszłą elektrownię z Krzywym Rogiem. W 1959 roku zakład posiadający ówcześnie nominalną moc 312 MW rozpoczął produkcję energii. W 2000 roku decyzją rządu ukraińskiego została nazwa imieniem Petra Neporożniego, jednego z jej budowniczych.

## Charakterystyka
Zapora ma 30 metrów wysokości i 3273 metrów długości. Jej szczytem poprowadzona jest przeprawa, po której przebiega linia kolejowa i droga M14/P47. W 2021 elektrownia posiadała moc 351 MW. Jest najmniejszą, szóstą i ostatnią elektrownią w kaskadzie elektrowni wodnych na Dnieprze.
Zakład posiada 6 pionowych turbin o łącznej mocy 351 MW. Średnia roczna produkcja energii wynosi 1,489 GWh. Od 1996 roku zespół elektrowni przechodził stopniową modernizację.
Przedsiębiorstwo elektrownia sponsoruje klub piłkarski Enerhija Nowa Kachowka.

## Działania wojenne i przerwanie zapory
Kachowska Elektrownia Wodna została zajęta przez wojska rosyjskie 24 lutego 2022 roku na samym początku rosyjskiej inwazji na Ukrainę. W październiku 2022 roku pojawiły się obawy, że Rosjanie planują przerwać tamę elektrowni, by powstrzymać kontrofensywę wojsk ukraińskich w tym regionie. Podczas odwrotu z zachodniego brzegu Dniepru w nocy z 10 na 11 listopada 2022 roku wojska Federacji Rosyjskiej wysadziły niektóre elementy elektrowni. 15 listopada 2022 roku szef prorosyjskiej administracji na okupowanej przez Rosję części obwodu chersońskiego Wołodymyr Saldo poinformował, że elektrownia zaprzestała produkcji energii, gdyż nie ma potrzeby, aby dalej ją produkowała.
6 czerwca 2023 roku, w godzinach wczesnoporannych, zapora elektrowni została zniszczona. Niedługo później obie strony konfliktu, ukraińska i rosyjska, wzajemnie oskarżyły się o zniszczenie budowli. W momencie zdarzenia budynki elektrowni wodnej były pod kontrolą rosyjską. Zapis sejsmometryczny opublikowany przez NORSAR, norweską organizację monitorująca europejskie sieci sejsmiczne wskazuje na dwa wstrząsy w rejonie tamy o 2:35 i 2:54 czasu lokalnego. Niszczenie zapór wodnych w czasie wojny na mocy artykułu 56 Protokołów dodatkowych Konwencji Genewskich z 1977 roku traktowane jest jako zbrodnia wojenna.
Zniszczenie zapory doprowadziło do niekontrolowanego uwolnienia ogromnych mas wody z utworzonego przez tamę Zbiornika Kachowskiego, a co za tym idzie, do gwałtownego podniesienia się poziomu wody na Dnieprze i zalania położonych nad brzegiem rzeki terenów. Według ukraińskich władz, konieczna była ewakuacja ponad 17 tysięcy ludzi mieszkających na zalanych terenach, zaś zagrożonych skutkami powodzi było ponad 40 tysięcy osób.

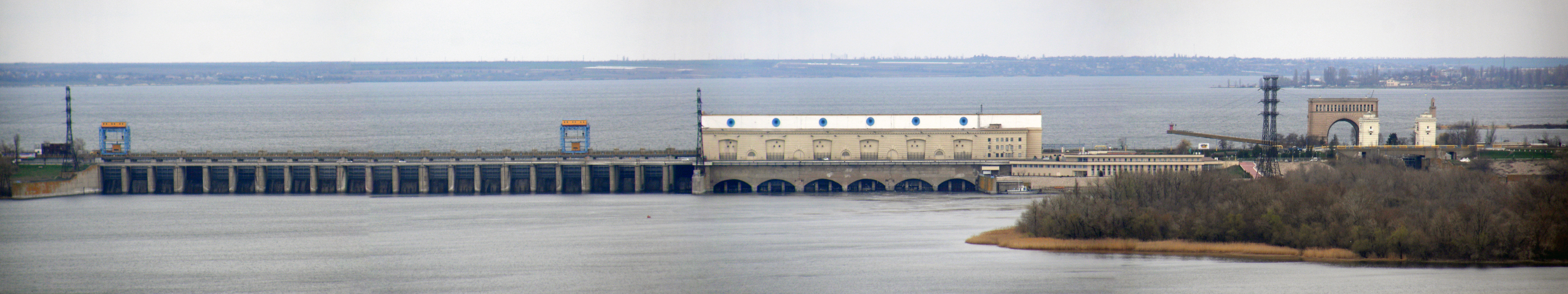
Panorama Kachowskiej Elektrowni Wodnej z widocznym na dalszym planie Zbiornikiem Kachowskim w 2015 roku

Zapora przed i po zniszczeniu na zdjęciach satelitarnych
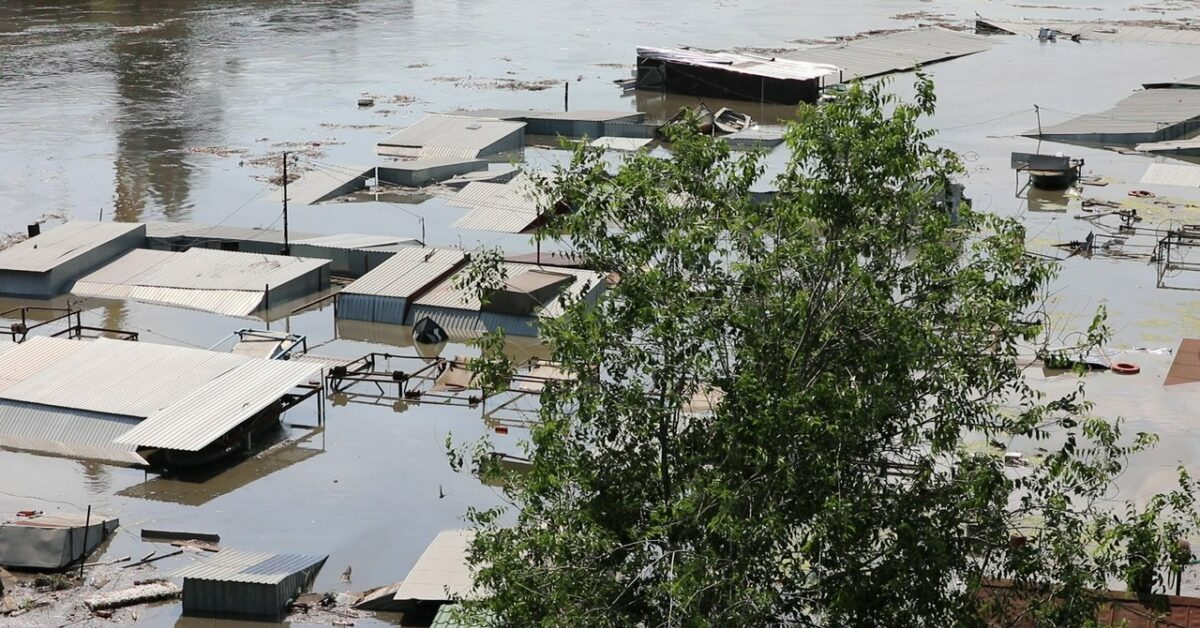
Zniszczenia przy lewym brzegu Dniepru 6 czerwca 2023 roku
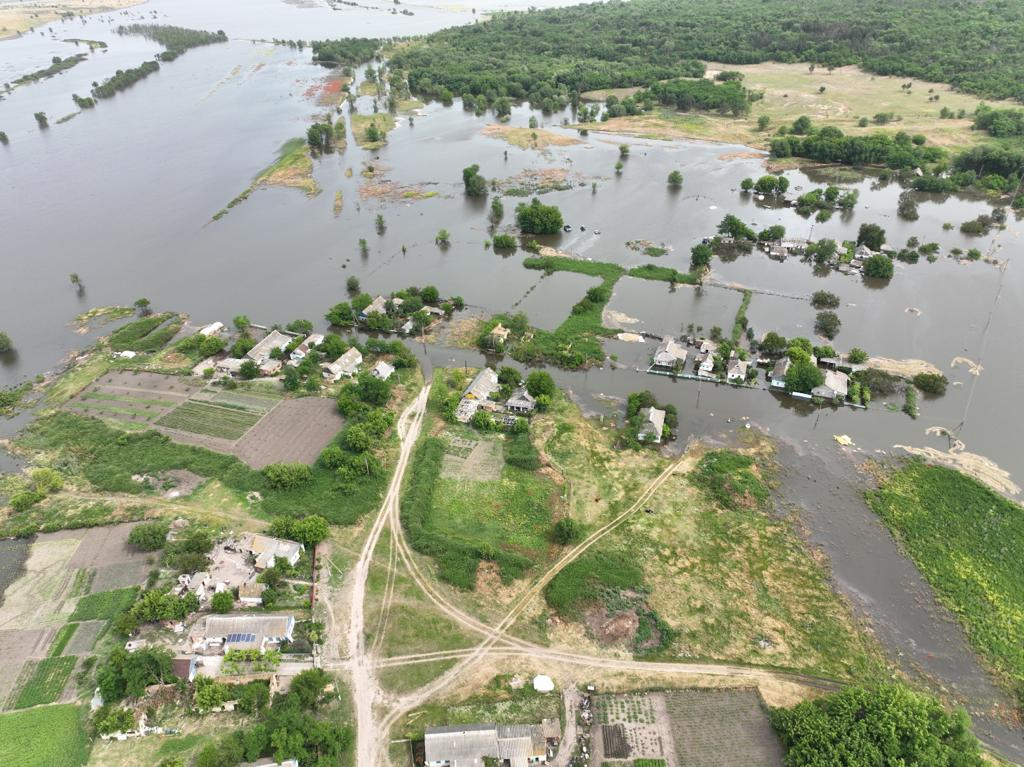
Powódź w obwodzie chersońskim w następstwie zniszczenia zapory 10 czerwca 2023 roku
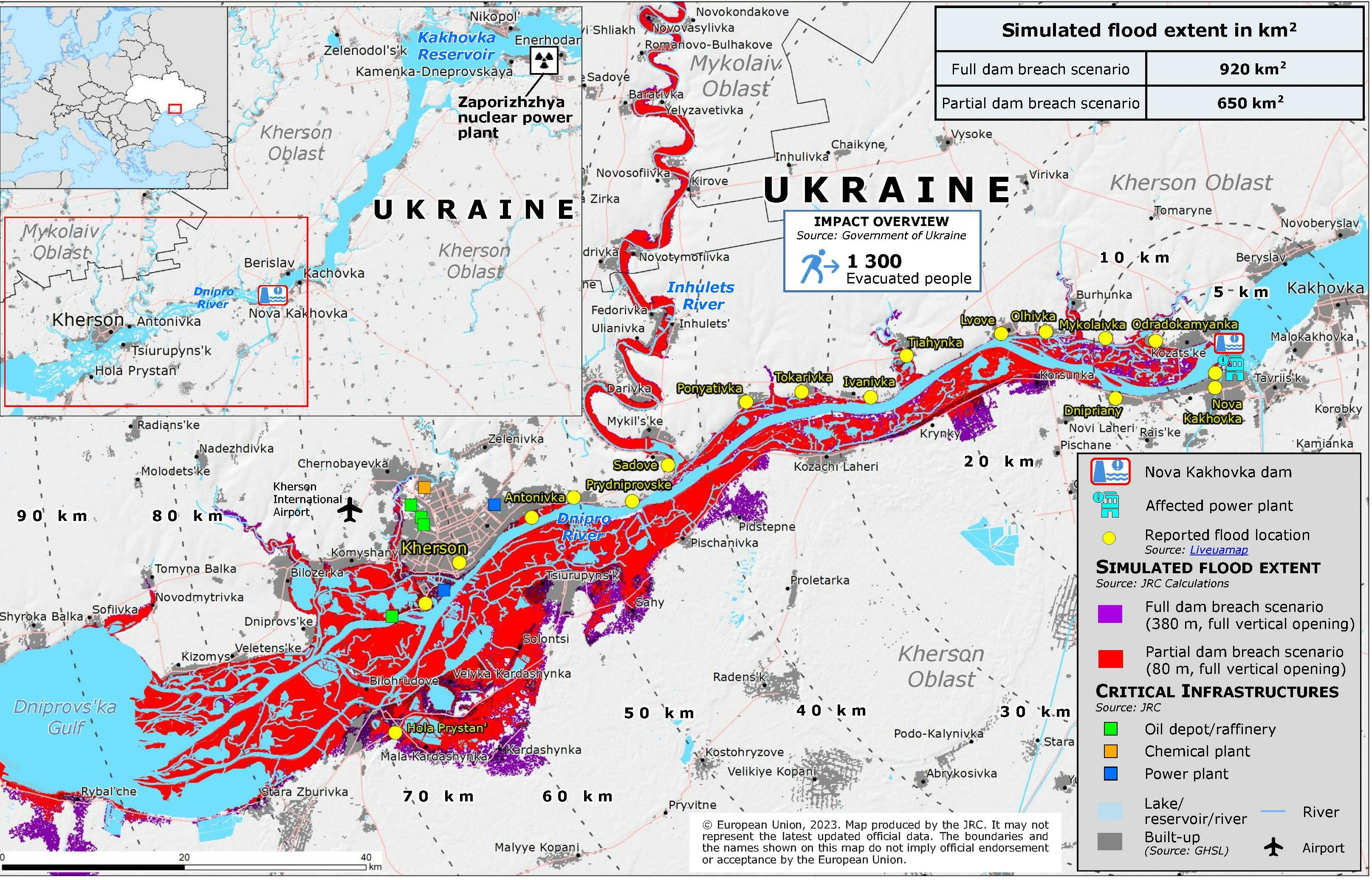
Mapa szacowanych zniszczeń, centrum kryzysowe przy Komisji Europejskiej (ERCC)